# Carnieres Communal Cemetery Extension
Carnieres Communal Cemetery Extension is een Britse militaire begraafplaats gelegen in de Franse plaats Carnières (Frankrijk) (Noorderdepartement). De begraafplaats wordt onderhouden door de Commonwealth War Graves Commission.
De begraafplaats telt 54 geïdentificeerde Gemenebest graven uit de Eerste Wereldoorlog.